# Moreno Merenda
Moreno Merenda est un footballeur suisse né le 17 mai 1978 à Zoug. Il commence sa carrière au FC Lucerne après avoir été remarqué en junior au FC Baar.

## Biographie
Après quelques années d'anonymat de 1998-2000, il retrouve sa forme au FC Baden et, surtout au FC Vaduz. Là-bas, Moreno inscrit 40 buts en 55 rencontres, le public liechtensteinois est conquis.
Son succès lui permet de signer un contrat avec le FC Saint-Gall en 2002. Eternel joker, il quitte le club après trois saisons pour le FC Schaffhouse, aventure qui tourne court (six mois, 18 matches, trois buts). 
À partir de la saison 2006/2007, Moreno Merenda évolue à Neuchâtel Xamax. En 2007, il remonte avec le club en Super League et fut en même temps le meilleur buteur de Challenge League avec 22 buts.
En 2008, Moreno est de retour au FC Saint-Gall, en Challenge League. Il finit meilleur buteur du club avec 22 buts et est promu en Super League.
Il signe au FC Vaduz à la fin de la saison 2009-2010, puis à Yverdon-Sport en février 2014.

## Palmarès
- Champion de Suisse de D2 (Challenge League) en 2007 et 2009